# 优格·克雷申齐
优格·克雷申齐（義大利語：Ugo Crescenzi，1930年4月25日—2017年1月9日），出生于意大利马尔凯大区的圣贝内代托-德尔特龙托，是一名意大利政治家。

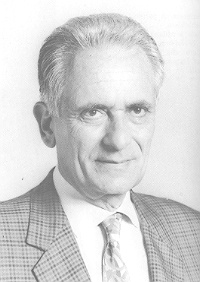
优格·克雷申齐

他是意大利天主教民主党党员。他曾两度担任阿布鲁佐大区主席，任期为1970年9月3日至1972年3月23日和1973年7月16日至1974年5月31日。2017年1月9日，他在基耶蒂死于肾衰竭，享年86岁。